# Marcus Tulio Tanaka
Marcus Tulio Tanaka (São Paulo, 1981. április 24. –) japán válogatott labdarúgó, olimpikon.
A japán válogatott tagjaként részt vett a 2010-es világbajnokságon.

## Statisztika
| Japán válogatott | Japán válogatott | Japán válogatott |
| Időszak          | Mérk.            | gól              |
| ---------------- | ---------------- | ---------------- |
| 2006             | 5                | 1                |
| 2007             | 4                | 1                |
| 2008             | 10               | 2                |
| 2009             | 13               | 2                |
| 2010             | 11               | 2                |
| Összesen         | 43               | 8                |